# Jean-Baptiste-Pierre Lebrun
Jean-Baptiste-Pierre Le Brun o Lebrun, (París, 16 de febrero de 1748-París, 7 de agosto de 1813) fue un pintor, coleccionista y marchante de arte francés. 
Era hijo del pintor Pierre Le Brun (1704–1771), que era sobrino nieto del pintor Charles Le Brun (1619–1690).

## Biografía
Ya casado por primera vez en Holanda, se casó el 11 de enero de 1776  en la iglesia de Saint-Eustache con Élisabeth Louise Vigée (1755-1842), hija de Louis Vigée (1715-1767), pintor y profesor en la Academia de Saint-Luc, y Jeanne Maissin (1728-1801), peluquera. Conoció a Élisabeth Louise Vigée el año anterior, se ocupó de sus negocios, se convirtió en su agente y le propuso el matrimonio; a pesar de que Lebrun, libertino y jugador, contó con mala reputación, y de que el matrimonio le fue desaconsejado a la joven artista; Vigée se casó con él. De esta unión nació Jeanne Julie Louise Lebrun (1780-1819), casada en 1800 con Gaëtan Bertrand Nigris, director del Teatro Imperial de San Petersburgo.
Descendiente de una familia de pintores parisinos, se convirtió a partir de 1775 en uno de los marchantes de arte y expertos en pintura más importantes de París. Fue al mismo tiempo un especialista en la restauración de pintura antigua y holandesa, de la que publicó catálogos con fines comerciales.
En 1778 compró el antiguo palacete Lubert, situado en la rue de Cléry, en París. Diez años más tarde instaló allí una sala de exposición y venta de cuadros y antigüedades, con decoración neoclásica, denominada «Salle Lebrun», donde vendió obras de Greuze, Fragonard, etc. Específicamente inventó «una nueva arquitectura, la de la sala de subastas con iluminación cenital». Su mujer vendió allí sus retratos por 12 000 francos, de los que solo recibía 6 francos y su marido se embolsaba el resto. Como dijo su esposa en sus Souvenirs: «Estaba tan despreocupado por el dinero que apenas sabía su valor».
En 1781 viajó a Bruselas con su esposa para asistir a la venta y comprar la colección del fallecido gobernador, Carlos Alejandro de Lorena. 
En el contexto de los primeros años de la Revolución francesa, que vieron el colapso del mercado del arte, se vio obligado a vender su colección en 1791. En el ámbito privado, cuando se convirtió en defensor de la Revolución, su esposa, una monárquica, abandonó Francia en otoño de 1789. El nuevo gobierno lo convocó en el marco de tasaciones e inventarios de obras de arte que habían sido objeto de incautaciones.

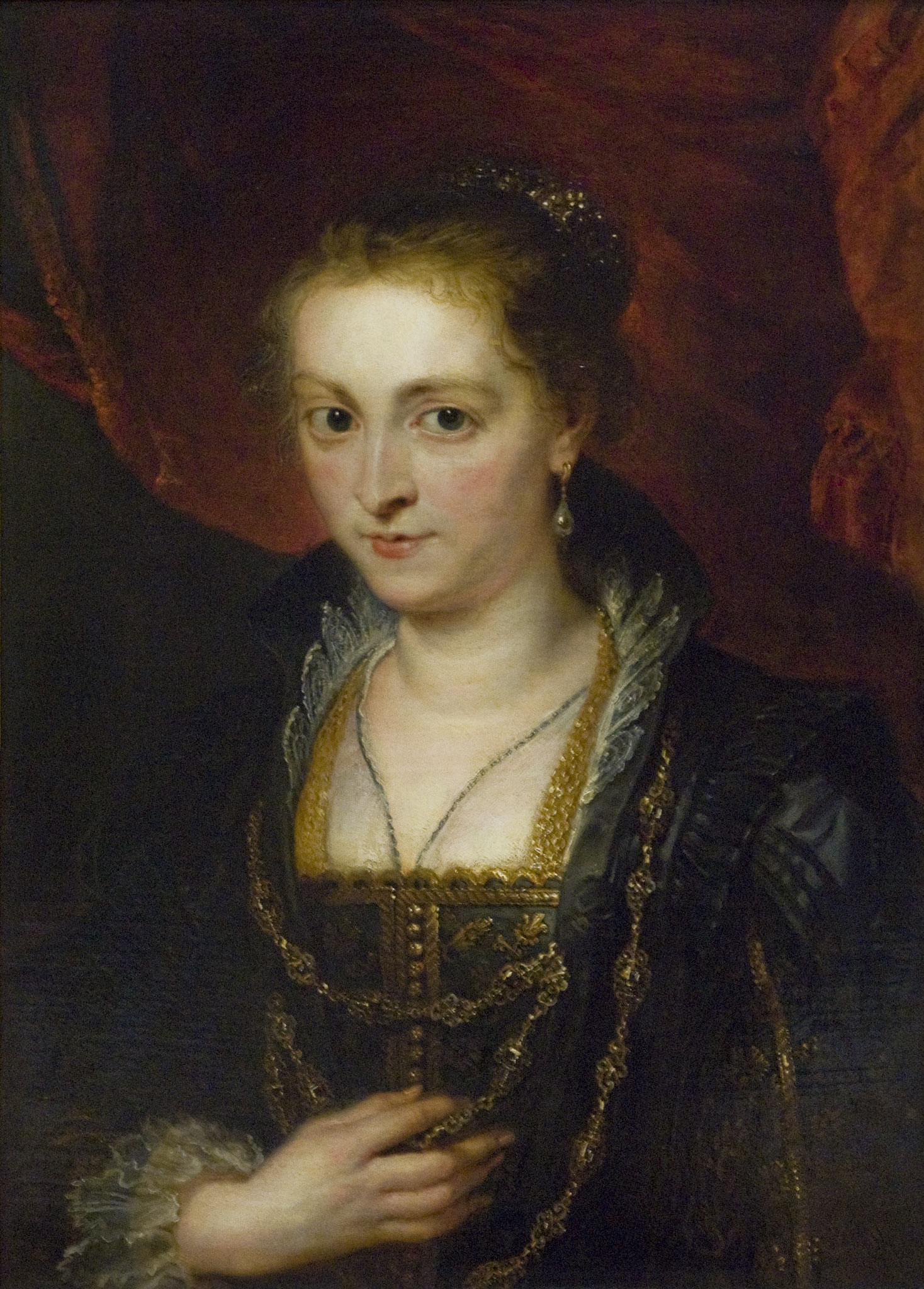
Pierre Paul Rubens, Retrato de Suzanne Fourment
Museo del Louvre

Quiso participar en la creación de un museo nacional en el Louvre. Retirado de la comisión del museo, discutió con el ministro del Interior, Jean-Marie Roland de la Platière y, tras la renuncia de este último, el 23 de enero de 1793, y la salida de los girondinos, la llegada de Robespierre le fue favorable. Al mes siguiente, compró varios cuadros con el apoyo de Jacques-Louis David en nombre del Louvre, sin el conocimiento de la administración, incluida una Sagrada Familia atribuida a Rembrandt y el retrato de Suzanne Fourment de Rubens. Las compras totales ascendían a 30 000 libras en un momento en que la República Francesa atraviesa una crisis presupuestaria. Para evitar que esta situación se repitiese, el Louvre estableció un presupuesto anual de adquisiciones. 
Cercano a Jacques-Louis David, pidió en 1793, sin éxito, que el nombre de su esposa fuera eliminado de la lista de emigrados. Publicó un panfleto: Précis Historique de la Citoyenne Lebrun [Compendio histórico de la ciudadana Lebrun]. Al igual que su cuñado Étienne, Lebrun fue encarcelado durante unos meses. 
Invocando la deserción de su esposa, Jean-Baptiste-Pierre pidió y obtuvo el divorcio en 1794 para protegerse y preservar sus bienes.
Se convirtió en imprescindible para la gestión del museo del Louvre y continuó trabajando en los inventarios de los emigrados, clasificando entre lo que debía quedar en las colecciones nacionales y lo que debía venderse en beneficio de la nación. Publicó las Observaciones sobre el Museo Nacional prefigurando las colecciones y la organización del museo del Louvre. En 1795 fue nombrado curador experto del museo; luego organizó la museografía del museo en tres escuelas (italiana, nórdica y francesa). Como asistente de la comisión de las artes, Año III (1795), publicó Ensayo sobre los medios para fomentar la pintura, la escultura, la arquitectura y el grabado. La llegada al poder de Napoleón supondrá el fin de sus funciones en el Museo Nacional. 
En 1800, logró que el nombre de su esposa fuera eliminado de las listas de emigrados. Sus esfuerzos por volver al mercado del arte parisino fueron un fracaso. En deuda, el 14 de enero de 1807, se vio obligado a vender la Salle Lebrun y la mansión a su exesposa, que era una excelente mujer de negocios. 
Fue uno de los comerciantes que trabajó con el conde de Angivillier para aumentar las colecciones reales que servían como núcleo del museo del Louvre . 
Como pintor, también participó en la restauración de pinturas en el museo del Louvre. El paisajista Simon Denis fue discípulo suyo.

## Publicaciones
- Le Brun, Jean-Baptiste-Pierre (1793). Observations sur le Museum national: pour servir de suite aux réflexions qu'il a déjà publiées sur le même objet [Observaciones sobre el Museo Nacional] (en francés). Paris.
- Lebrun, Jean-Baptiste-Pierre (III). Essai sur les moyens d'encourager la peinture, la sculpture, l'architecture et la gravure par J.B.P. Lebrun, peintre et marchand de tableaux, adjoint à la Commission temporaire des Arts [Ensayo sobre los medios para fomentar la pintura, la escultura, la arquitectura y el grabado] (en francés). Paris.
- LeBrun, Jean-Baptiste-Pierre (1794). Quelques idées sur la disposition, l'arrangement et la décoration du Muséum national (en francés). Paris: De l'imprimerie de Didot jeune.
- Lebrun, Jean-Baptiste-Pierre (1802). Catalogue de tableaux des plus grands maîtres des trois écoles... de dessins montés de différens maîtres, des terres cuites ... et autres objets, dont une partie provenant de feu M. Laborde de Méréville par J.-B.-P. Lebrun, peintre, commissaire, expert honoraire du Musée Napoléon (en francés). Paris.

## Iconografía
- Jean-Baptiste-Pierre Lebrun, Autorretrato, 1795 óleo sobre lienzo, 131cm  × 99cm  colección privada (según  Dossier de l'Art, N.º 232, septiembre de 2015, p. 68).